# Amassakoul
Amassakoul — второй студийный альбом туарегской группы пустынного блюза Tinariwen, выпущенный 12 октября 2004 года на лейбле World Village. Название на берберском тамашекском языке означает «Путешественник».
На основе песни «Chet Boghassa» с этого альбома позже был сделан кавер Mdou Moctar.

## Отзывы
| Оценки критиков  | Оценки критиков |
| Источник         | Оценка          |
| ---------------- | --------------- |
| Allmusic         | [ 2 ]           |
| Robert Christgau | A−              |

Альбом получил положительные отзывы. В рецензии на альбом Крис Никсон из AllMusic отметил: «Это злая и страстная, опасная музыка в самом лучшем смысле этого слова. Западные группы, возможно, забыли, как зажигать так, будто от этого зависит их жизнь; Tinariwen могут научить их». Джон Ласк из BBC отметил: «Вы будете рады обнаружить, что эта музыка обладает такой же силой, чтобы перенести вас в жар Сахары». В рецензии на альбом PopMatters заключил, что «это группа, чья музыка не только завораживает, но и обречена найти широкий отклик у слушателей всех возрастов».

## Список композиций
| №                   | Название                | Автор(ы)                | Длительность |
| ------------------- | ----------------------- | ----------------------- | ------------ |
| 1.                  | «Amassakoul 'N' Ténéré» | Ibrahim Ag Alhabib      | 3:24         |
| 2.                  | «Oualahila Ar Tesninam» | Ibrahim Ag Alhabib      | 3:47         |
| 3.                  | «Chatma»                | Ibrahim Ag Alhabib      | 5:36         |
| 4.                  | «Arawan»                | Abdallah Ag Alhousseyni | 4:06         |
| 5.                  | «Chet Boghassa»         | Abdallah Ag Alhousseyni | 3:52         |
| 6.                  | «Amidinin»              | Alhassane Ag Touhami    | 2:51         |
| 7.                  | «Ténéré Daféo Nikchan»  | Ibrahim Ag Alhabib      | 3:54         |
| 8.                  | «Aldhechen Manin»       | Ibrahim Ag Alhabib      | 3:54         |
| 9.                  | «Alkhar Dessouf»        | Ibrahim Ag Alhabib      | 4:55         |
| 10.                 | «Eh Massina Sintadoben» | Alhassane Ag Touhami    | 4:29         |
| 11.                 | «Assoul»                | Ibrahim Ag Alhabib      | 4:08         |
| Общая длительность: | Общая длительность:     | Общая длительность:     | 45:53        |

## Персонал
Вся информация взята из примечаний к альбому.
- Ибрагим Аг Альхабиб — вокал и лид-гитара (треки 1, 2, 3, 7, 8, 9, 11), гитара (треки 6, 9, 10), флейта (треки 7, 9, 11), бэк-вокал (треки 4, 5, 6, 10, 11)
- Абдаллах Аг Альхусейни — лид-вокал и лид-гитара (треки 4, 5), гитара (треки 8, 10), перкуссия (треки 2, 9), бэк-вокал (все треки, кроме 4, 5, 7)
- Альхассан Аг Тухами — ведущий вокал и ведущая гитара (треки 6, 10), гитара (треки 1, 2), бэк-вокал (треки 1, 2, 3, 4, 5, 8, 9, 11)
- Eyadou Ag Leche — бас (все треки, кроме 7, 9, 11), бэк-вокал (все треки, кроме 7), перкуссия (треки 1, 2, 5, 8, 9, 10)
- Элага Аг Хамид — гитара (все треки, кроме 7, 11), бэк-вокал (все треки, кроме 7)
- Саид Аг Айад — перкуссия (все треки, кроме 7, 11), бэк-вокал (все треки, кроме 3, 4, 7)
- Bakaye Ag Ayad — перкуссия (все треки, кроме 4, 7, 11)
- Mina Walet Oumar — бэк-вокал (все треки, кроме 7, 10)
- Wounou Walet Oumar — бэк-вокал (треки, кроме 2, 4)
- Issa Dicko — бэк-вокал (трек 2)
- Бастьен Гселл — флейта (трек 9), диджериду (трек 11)